# Burtina atribasalis
Burtina atribasalis är en fjärilsart som beskrevs av W. Warren 1899. Burtina atribasalis ingår i släktet Burtina och familjen mätare. Inga underarter finns listade i Catalogue of Life.